# دييغو روميرو (متسابق يخت)
دييغو روميرو (بالإسبانية: Diego Romero؛ بالإيطالية: Diego Romero) هو متسابق يخت أرجنتيني وإيطالي، ولد في 5 ديسمبر 1974 في قرطبة في الأرجنتين.

## وصلات خارجية
- دييغو روميرو على موقع اللجنة الأولمبية الدولية (الإنجليزية)
- دييغو روميرو على موقع أوليمبيديا (الإنجليزية)
- دييغو روميرو على موقع اللجنة الأولمبية الإيطالية (الإيطالية)